# Brachygobius doriae
Brachygobius doriae е вид бодлоперка от семейство Попчеви (Gobiidae). Видът не е застрашен от изчезване.

## Разпространение и местообитание
Разпространен е в Бруней, Виетнам, Индонезия (Калимантан), Камбоджа, Малайзия (Западна Малайзия и Саравак), Сингапур и Тайланд.
Среща се на дълбочина от 0,5 до 3 m.

## Описание
На дължина достигат до 4,2 cm.
Популацията на вида е стабилна.